# Appellationsgericht Marienwerder
Das Appellationsgericht Marienwerder war zwischen 1849 und 1879 ein preußisches Appellationsgericht mit Sitz in Marienwerder.

## Geschichte
Die "Verordnung über die Aufhebung der Privatgerichtsbarkeit und des eximierten Gerichtsstandes sowie über die anderweitige Organisation der Gerichte" vom 2. Januar 1849 hob dann auch die Patrimonialgerichtsbarkeit auf. Gleichzeitig wurde das Appellationsgericht Marienwerder geschaffen. Dem Appellationsgericht Marienwerder waren die Kreisgerichte nachgelagert, die grundsätzlich je Landkreis eingerichtet wurden. Dem Appellationsgericht Marienwerder war das Oberappellationsgericht Berlin übergeordnet.
Mit den Reichsjustizgesetzen wurden die Gerichte im Deutschen Reich vereinheitlicht. Das Appellationsgericht Marienwerder wurde 1879 aufgehoben. Neu eingerichtet wurde nun das Landgericht Graudenz im Bezirk des Oberlandesgerichtes Marienwerder.

## Sprengel
Der Sprengel des Appellationsgerichtes Marienwerder umfasste die Regierungsbezirke Danzig und Marienwerder der Provinz Preußen und einen Teil des Kreises Dramburg der Provinz Pommern. Es bestanden dort 18 Kreisgerichte in 9 Schwurgerichtsbezirken.
| Kreisgericht                    | Sitz               | Schwurgerichtsbezirk | Gerichtskommissionen                                                         |
| ------------------------------- | ------------------ | -------------------- | ---------------------------------------------------------------------------- |
| Stadt- und Kreisgericht Danzig  | Danzig             | Danzig               |                                                                              |
| Kreisgericht Carthaus           | Carthaus           | Danzig               |                                                                              |
| Kreisgericht Conitz             | Conitz             | Conitz               |                                                                              |
| Kreisgericht Deutsch-Crone      | Deutsch-Crone      | Deutsch-Crone        | Gerichtskommissionen in Märkisch-Friedland, Jastrow, Schloppe                |
| Kreisgericht Culm               | Culm               | Graudenz             | Gerichtskommission in Briesen                                                |
| Kreisgericht Elbing             | Elbing             | Elbing               |                                                                              |
| Kreisgericht Flatow             | Flatow             | Deutsch-Crone        | Gerichtskommissionen in Vandsburg, Zempelburg                                |
| Kreisgericht Graudenz           | Graudenz           | Graudenz             |                                                                              |
| Kreisgericht Löbau              | Löbau              | Marienwerder         |                                                                              |
| Kreisgericht Marienburg         | Marienburg         | Elbing               | Gerichtsdeputation in Stuhm und Tiegenhoff, Gerichtskommission in Christburg |
| Kreisgericht Marienwerder       | Marienwerder       | Marienwerder         | Gerichtskommission in Mewe                                                   |
| Kreisgericht Neustadt           | Neustadt           | Danzig               | Gerichtskommission in Putzig                                                 |
| Kreisgericht Rosenberg          | Rosenberg          | Marienwerder         | Gerichtskommissionen in Deutsch Eylau, Riesenburg                            |
| Kreisgericht Schlochau          | Schlochau          | Conitz               | Gerichtskommissionen in Baldenburg, Preußisch Friedland, Hammerstein         |
| Kreisgericht Schwetz            | Schwetz            | Schwetz              | Gerichtskommission in Neuenburg                                              |
| Kreisgericht Preußisch Stargard | Preußisch Stargard | Preußisch Stargard   | Gerichtsdeputation in Berent, Gerichtskommissionen in Dirschau, Schöneck     |
| Kreisgericht Strasburg          | Strasburg          | Thorn                | Gerichtskommissionen in Gollub, Lautenburg                                   |
| Kreisgericht Thorn              | Thorn              | Thorn                |                                                                              |

## Richter
- Heinrich Wilhelm Martens
- Julius Wilhelm Breithaupt (1867–1874 Appellationsgerichtspräsident)[2]
- Carl Friedrich August Ludwig Leberecht Freiherr von Glaubitz (1874–1876 Appellationsgerichtspräsident)[2]